# Seqüència Alu
Una seqüència Alu és un curt segment d'ADN caracteritzat originalment per l'acció de l'endonucleasa de restricció d'Artrobacter luteus (Alu). Les seqüències Alu són els transposons més abundants, que contenen més d'un milió de còpies disperses al llarg del genoma humà. Es creia que els elements Alu eren un ADN egoista o paràsit, perquè la seva única funció coneguda és l'autoreproducció. No obstant això, és probable que tingui un paper en l'evolució i han estat utilitzats com a marcadors genètics. Deriven del petit ARN citoplasmàtic 7SL, un component de la partícula de reconeixement de senyal. Els elements Alu estan molt conservats dins dels genomes primats i s'originen en el genoma d'un avantpassat dels Supraprimats.